# Посольство Японії в Україні
Посо́льство Япо́нії в Украї́ні (яп. 在ウクライナ日本国大使館, ざいうくらいなにっぽんこくたいしかん, МФА: [d͡zai̯ukuɾa.ina nip̚.ponkoku tai̯ɕi̥kaɴ]) — офіційне представництво в Японської Держави в Україні. Розташоване у будівлі на Великій Житомирській, 34-Б. Очолюється надзвичайним і повноважним послом. 

## Історія
Японія визнала незалежність України 28 грудня 1991 року та встановила дипломатичні відносини з нею 26 січня 1992 року. 20 січня 1993 року в Україні відкрилося посольство Японії. Протягом 12 червня 1992 — 19 січня 1993 року послом Японії в Україні за сумісництвом був призначений Посол Японії в РФ Едамура Суміо. У вересні 1994 року відбулася реєстрація посольства України в Японії, офіційне відкриття якого відбулося 23 березня 1995 року.
Посольство розташовувалося в Печерському районі Києва, поряд із будівлею Кабінету міністрів України. 5 жовтня 2022 року переїхало у відновлену будівлю на Великій Житомирській, 34-Б. 

## Посли в Україні
Список Надзвичайних та Повноважних Послів Японії в Україні:
1. Едамура Суміо (12 червня 1992 — 13 квітня 1993), посол з резиденцією в Москві
2. Суедзава Шьоджі (13 квітня 1993 — 1 жовтня 1996), посол з резиденцією в Києві
3. Курокава Юджі (21 жовтня 1996 — 28 травня 1999)
4. Хонда Хітоші (21 липня 1999 — 1 вересня 2002)
5. Амае Кішічіро (20 вересня 2002 —30 вересня 2005)
6. Мабучі Муцуо (4 жовтня 2005 — 1 вересня 2008)
7. Ідзава Тадаші (3 вересня 2008 — 26 серпня 2011)
8. Саката Тоічі (1 вересня 2011 — 29 серпня 2014)
9. Сумі Шігекі (29 серпня 2014 — 26 листопада 2018)[3]
10. Кураі Такаші (4 грудня 2018 — 27 серпня 2021)
11. Мацуда Кунінорі (9 грудня 2021 — 13 жовтня 2024)[4]
12. Масаші Накаґоме (з 21 жовтня 2024)[5]

## Консульство Японії в Одесі
1. Ракшеєв Олександр Васильович (1892—1897), почесний консул[6]
2. Тодо Сіро (в.о.) (1888—1899), віце-консул
3. Каметаро Ііджіма (1900—1904; 1905—1906), Ген.консул
4. Наохіко Фукуда (1906—1909), Ген.консул
5. Ясутсуґо Ґото (1909—1910), консул
6. Сейго Сасакі (佐々木静吾; 1926 р.)
7. Камімура Шініті (同上村伸一; 1926—1927 рр.)
8. Шімада Шігеру (島田滋; 1927—1930 рр.)
9. Нагучі Яшіо (野口芳雄; 1930 р.),
10. Танака Бунічіро (田中文一郎; 1930—1934 рр.), консул[7][8]
11. Хірата Мінору (平田稔; 1934—1937 рр.).

## Консульство Японії у Львові
1. Ясутсуґо Ґото (1939), консул[9]